# Jeroen Germes

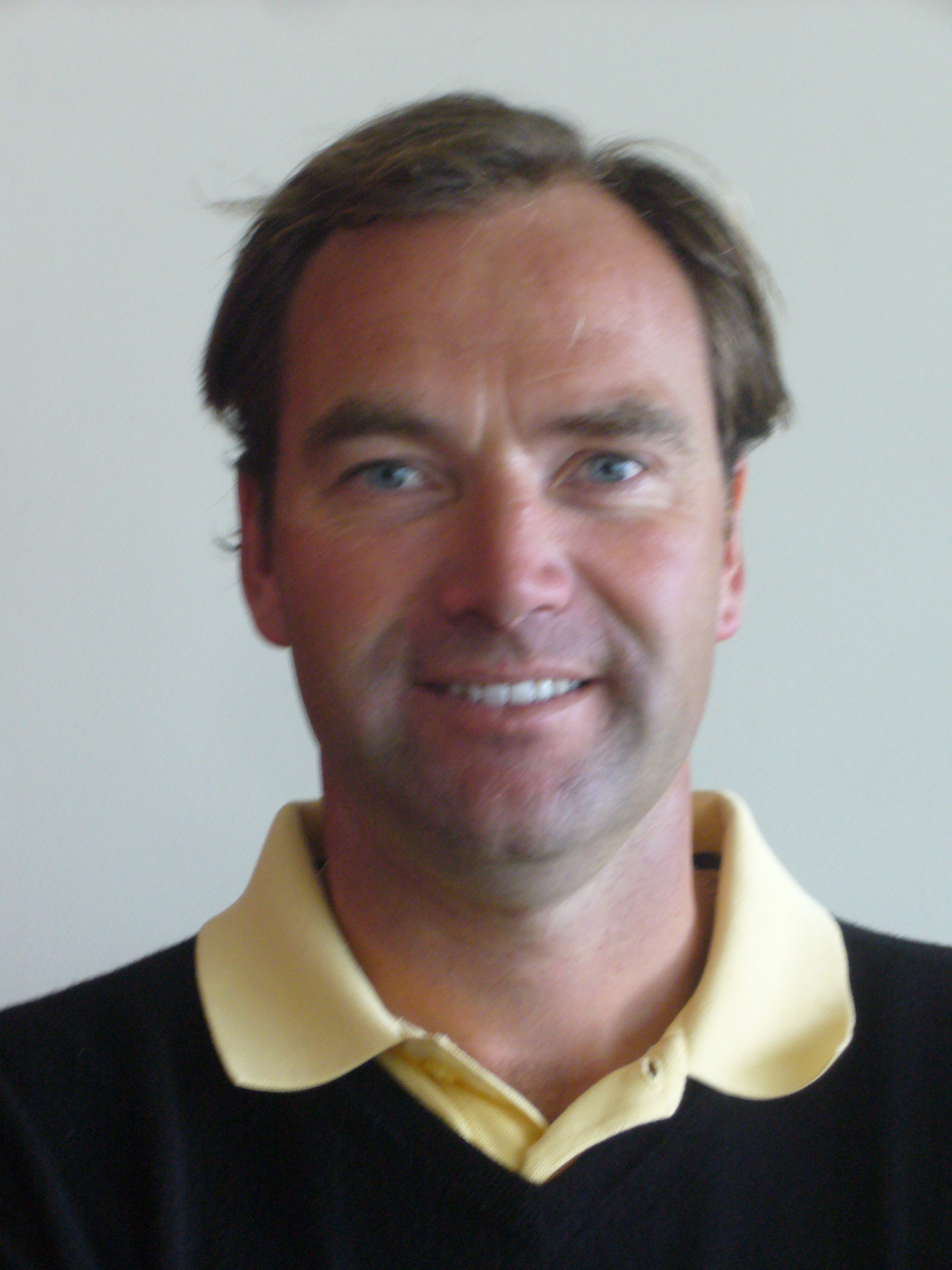
Jeroen Germes in 2009

Jeroen Germes (13 maart 1972) in een Nederlandse golfprofessional.
Germes vertegenwoordigde Nederland bij de Eisenhower Trophy in 1994. In het team zat hij met Robert-Jan Derksen, Maarten Lafeber en Michael Vogel. Nederland werd 8ste.